# Santo Stefano in Aspromonte
Santo Stefano in Aspromonte ist eine italienische Stadt in der Metropolitanstadt Reggio Calabria in Kalabrien mit 1029 Einwohnern (Stand 31. Dezember 2023).

## Lage und Daten
Santo Stefano in Aspromonte liegt 35 km nordöstlich von Reggio Calabria am Westhang des Aspromonte und am Fluss Gallico. Die Nachbargemeinden sind Laganadi, Reggio Calabria, Roccaforte del Greco, San Roberto, Sant’Alessio in Aspromonte, Scilla. Der Ort besteht aus den beiden Ortsteilen Gambarie und Mannoli.

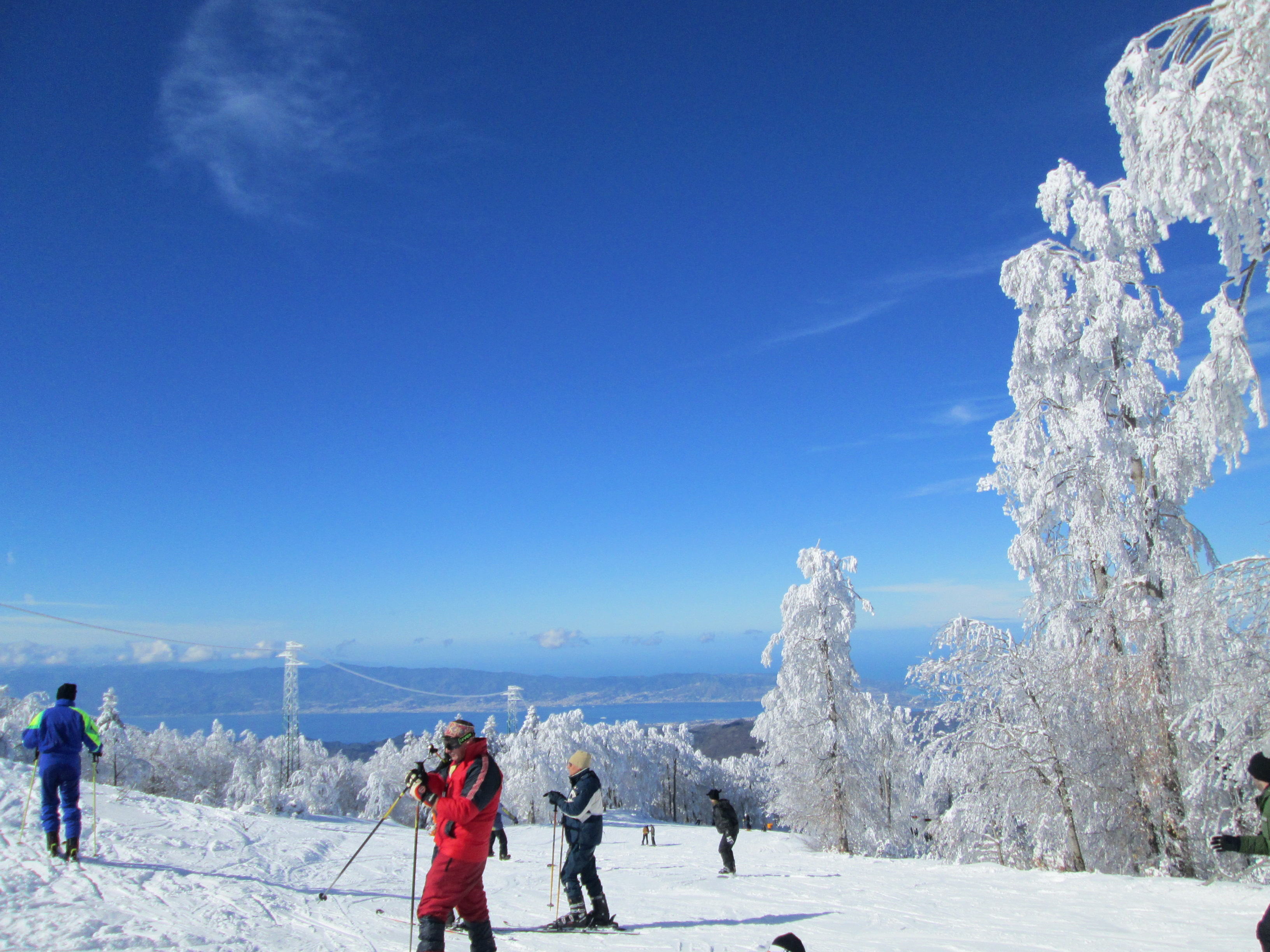
Blick vom Wintersportgebiet Gambarie auf die Straße von Messina

Der Ort ist neben dem Tourismus landwirtschaftlich geprägt. Produziert werden Pilze, Honig, Käse und Olivenöl.

## Tourismus
Der Ortsteil Gambarie ist Ausgangspunkt für Wanderungen und im Winter für Wintersport.